# Cromozomul uman 17
Cromozomul 17 este unul dintre cele 23 de perechi de cromozomi umani, anume un autozom. Oamenii au în mod normal două copii al acestuia. Cromozomul 17 are o anvergură de aproximativ 79 milioane nucleotide în perechi (materialul de bază pentru ADN), și reprezintă între 2,5% și 3% din totalul de ADN din celule.
Identificarea genelor la fiecare cromozom este un domeniu activ al cercetării genetice. Datorită diferitelor tactice folosite de cercetători pentru a prezice numărul de gene pentru fiecare cromozom, acesta variază. Cromozomul 17, cel mai probabil, conține între 1.200 și 1.500 de gene.